# Pinofranqueado (kommun)
Pinofranqueado är en kommun i Spanien.   Den ligger i provinsen Provincia de Cáceres och regionen Extremadura, i den centrala delen av landet, 230 km väster om huvudstaden Madrid. Antalet invånare är 1 670.